# Jezerní potok (přítok Vltavy)
Jezerní potok je malý vodní tok na Šumavě v Jihočeském kraji v Česku. Jeho délka činí přibližně 10 km.

## Průběh toku
Pramení u hory Plechý a pak se vlévá do Plešného jezera (odtud název). Teče dále na sever, kde se při potoce prostírá přírodní památka Jezerní luh, a u Rosenauerovy kaple se malým akvaduktem dostane přes Schwarzenberský plavební kanál. Na začátku Jelenského údolí se stáčí na jihovýchod a dále pokračuje kolem Mazníku a Kocovy pily k Nové Peci, u které se 400 m severně od vesnice Dlouhý Bor vlévá vodní nádrže Lipno jako pravý přítok Vltavy.
Z Jezerního potoka je na třech místech odváděna část vody do Schwarzenberského plavebního kanálu. Nejprve asi 450 metrů před akvaduktem odbočuje na pravou stranu kanál Jezerní smyk. Poté se odděluje asi 240 metrů před akvaduktem další kanál na levou stranu. Nakonec bezprostředně před akvaduktem odbočuje na pravou stranu přeliv do Schwarzenberského kanálu.
V Digitální bázi vodohospodářských dat je evidován zvlášť horní tok (po akvadukt) a zvlášť dolní tok (od akvaduktu k ústí).